# Kamjanetsche
Kamjanetsche (ukrainisch Кам'янече; russisch Каменечье Kamenetschje) ist ein Dorf im Nordwesten der ukrainischen Oblast Kirowohrad mit etwa 1300 Einwohnern.

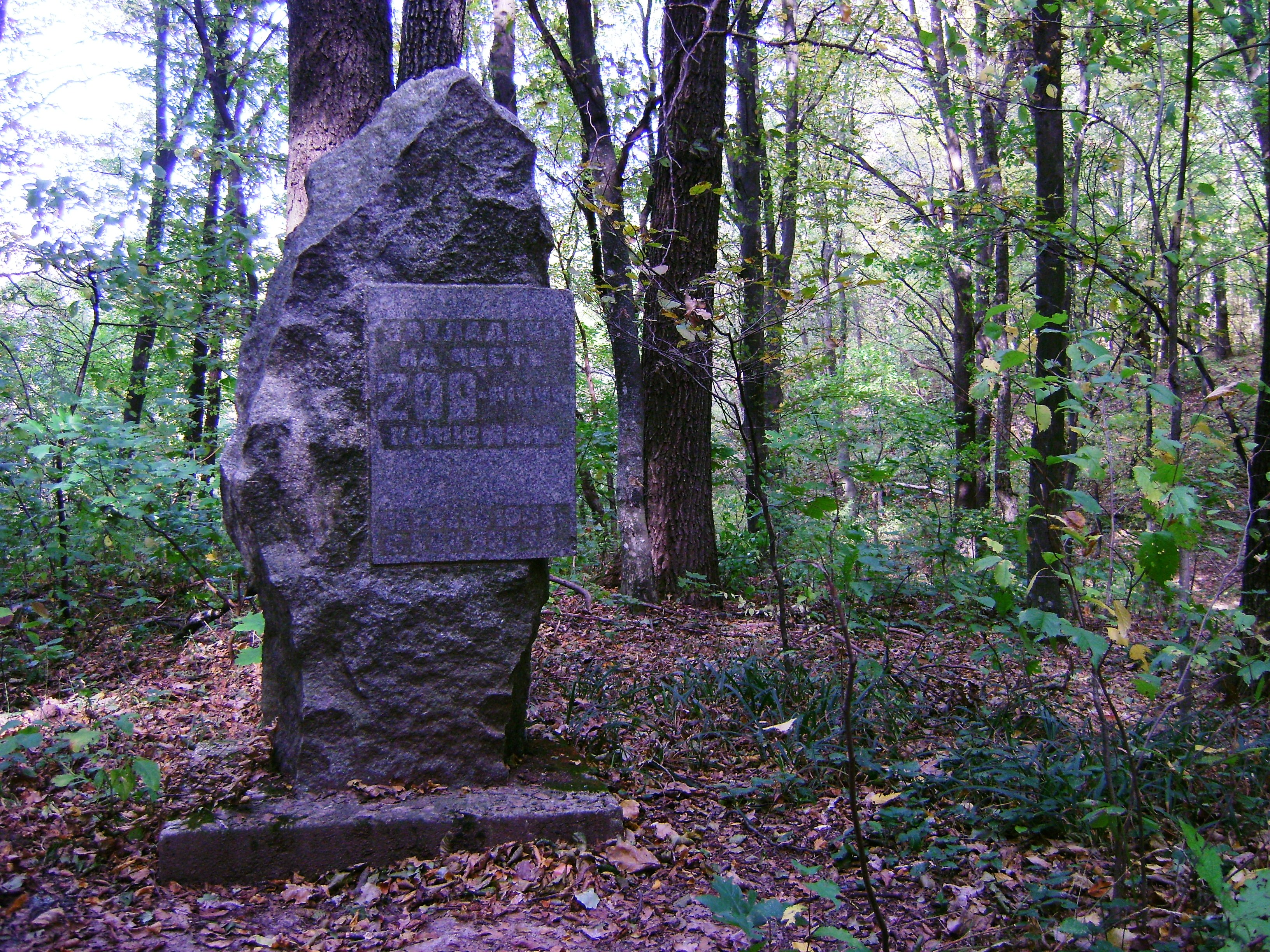
Gedenkstein zum 200. Jahrestag des Kolijiwschtschyna-Aufstandes

## Geschichte
Die Bewohner des im frühen 17. Jahrhundert gegründeten Dorfes nahmen 1768 am letzten Hajdamaken-Aufstand, dem Kolijiwschtschyna-Aufstand, teil. Die Dorfbewohner versorgten die Hajdamaken mit Lebensmitteln und Waffen, die von einheimischen Handwerkern hergestellt wurden.
Zu Ehren des 200. Jahrestages des Aufstands wurde 1968 am Rande des Dorfes, wo sich eine der Schmieden der Hajdamaken befand, ein Gedenkstein errichtet.
Im Frühjahr 1920 befand sich in Kamjanetsche das Hauptquartier der Ersten Kavalleriearmee. Später wurde am Gebäude, in dem sich das Hauptquartier befand, eine Gedenktafel installiert.
Während der Zugehörigkeit zum Russischen Kaiserreich lag das Dorf bis 1917 im Wolost Taljanky (Тальянська волость) des Ujesd Uman innerhalb des Gouvernements Kiew. Anschließend gehörte es bis 1958 administrativ zum Rajon Pidwyssoke in der Oblast Kirowohrad und seitdem ist das Dorf Bestandteil des Rajon Nowoarchanhelsk derselben Oblast.

## Geografische Lage
Die Ortschaft liegt nahe der Grenze zur Oblast Tscherkassy auf einer Höhe von 150 m am Ufer der Kamjanka (Кам'янка), einem 20 km langen, rechten Nebenfluss der Synjucha, 15 km nordwestlich vom ehemaligen Rajonzentrum Nowoarchanhelsk und 130 km westlich vom Oblastzentrum Kropywnyzkyj.
Sieben Kilometer südlich vom Dorf verläuft die Fernstraße M 12/E 50.
Am 12. Juni 2020 wurde das Dorf ein Teil der neugegründeten Siedlungsgemeinde Nowoarchanhelsk, bis dahin bildete es die gleichnamige Landratsgemeinde Kamjanetsche (Кам'янецька сільська рада/Kamjanezka silska rada) im Nordwesten des Rajons Nowoarchanhelsk.
Am 17. Juli 2020 kam es im Zuge einer großen Rajonsreform zum Anschluss des Rajonsgebietes an den Rajon Holowaniwsk.